# Óblast de Kursk
Óblast de Kursk (en ruso: Курская область, transcrito Kúrskaya óblast) es uno de los cuarenta y siete óblast que, junto con las veintiuna repúblicas, nueve krais, cuatro distritos autónomos y dos ciudades federales, conforman los ochenta y tres sujetos federales de Rusia. Su capital es la homónima Kursk. Está ubicado en el distrito Central limitando al norte con Briansk, al este con Oriol y Lípetsk, al sur con Bélgorod y al oeste con Ucrania.

## Geografía
Ocupa la vertiente meridional de la meseta de Rusia central, y su elevación se mueve entre los 177 y los 225 m de altitud sobre el nivel del mar, siendo abundantes las colinas y barrancos. La parte central del óblast tiene una elevación mayor, con respecto a la parte occidental, que corresponde con el valle del río Seim. El punto de mayor elevación está situado en la colina de Timsko-Shchigrinski, con 288 m.
Un relieve suave y unas laderas poco pronunciadas configuran, junto con un clima benigno de inviernos templados, una zona muy útil para la agricultura. Además, la tala de la mayor parte de la zona forestal supone un mayor aprovechamiento de terreno para la actividad primaria. El suelo de chernozem cubre en torno al 70 % de la extensión del óblast, mientras que el suelo de podsol abarca un 26 %.
- Área: 29 800 km².
- Fronteras:
  - internas: óblast de Briansk (Noroeste, 120 km), óblast de Oriol (Norte, 325 km), óblast de Lípetsk (Noreste, 65 km), óblast de Vorónezh (Este, 145 km), óblast de Bélgorod (Sur, 335 km).
  - internacionales: óblast de Sumy en Ucrania (Oeste, 245 km).
- Punto más elevado: 288 m.

### Huso horario
El óblast de Kursk está situado en el huso horario de Moscú (MSK/MSD). UTC +0300 (MSK)/+0400 (MSD).

### Ríos
El 78 % del óblast de Kursk pertenece a la cuenca hidrográfica del río Dniéper, mientras el 22 % restante, corresponde a la del río Don. La región tiene 902 ríos y riachuelos, de una longitud total que ronda los 8000 km. De entre todos ellos, hay que destacar el río Seim, el río Psiol y el río Kshen.

### Lagos
Las aguas interiores del óblast están constituidas por un total de 145 lagos artificiales, y aproximadamente 550 estanques.

### Clima
El óblast de Kursk está localizado en el centro de la parte europea de Rusia, algo que da a la región un clima continental con cálidos veranos e inviernos relativamente templados. En julio, la temperatura media diurna es de 19.3 °C. En enero, es de −8.6 °C. La temporada de lluvias abarca junio y julio.

## Subdivisiones
La óblast se divide en cinco ókrugs urbanos (Zheleznogorsk, Kursk, Kurchátov, Lgov y Shchigrý) y 28 raiones:
- Raión de Bélaya (capital: Bélaya)
- Raión de Bolshoye Soldátskoye (capital: Bolshoye Soldátskoye)
- Raión de Glushkovo (capital: Glushkovo)
- Raión de Gorshéchnoye (capital: Gorshéchnoye)
- Raión de Dmítriyev (capital: Dmítriyev)
- Raión de Zheleznogorsk (sede administrativa: Zheleznogorsk)
- Raión de Zolotújino (capital: Zolotújino)
- Raión de Kastórnoye (capital: Kastórnoye)
- Raión de Konyshovka (capital: Konyshovka)
- Raión de Kórenevo (capital: Kórenevo)
- Raión de Kursk (sede administrativa: Kursk)
- Raión de Kurchátov (sede administrativa: Kurchátov)
- Raión de Lgov (sede administrativa: Lgov)
- Raión de Mantúrovo (capital: Mantúrovo)
- Raión de Médvenka (capital: Médvenka)
- Raión de Oboyán (capital: Oboyán)
- Raión de Oktiabr (capital: Priamítsyno)
- Raión de Pónyri (capital: Pónyri)
- Raión de Pristen (capital: Pristen)
- Raión de Rylsk (capital: Rylsk)
- Raión de Sovetski (capital: Kshenski)
- Raión de Sólntsevo (capital: Sólntsevo)
- Raión de Sudzha (capital: Sudzha)
- Raión de Tim (capital: Tim)
- Raión de Fatezh (capital: Fatezh)
- Raión de Jomutovka (capital: Jomutovka)
- Raión de Cheremísinovo (capital: Cheremísinovo)
- Raión de Shchigrý (sede administrativa: Shchigrý)